# Jurisprudencia en el derecho romano
La Jurisprudencia en el Derecho romano es considerada una de las fuentes más importantes del Derecho Occidental actual, como a su vez en la Historia de Roma. La Jurisprudencia como fuente del Derecho era entendida como la "ciencia del saber del Derecho", a diferencia de hoy en día donde el eje principal de la jurisprudencia son las sentencias. Los Jurisprudentes o también conocidos como jurisconsultos eran hombres cuyo estudio del Derecho en la época romana era un quehacer, pues ligados a la Aristocracia romana, dedicaban gran parte de su tiempo a dicho propósito. La Jurisprudencia romana adquiere su trascendencia en el tiempo gracias al trabajo de Justiniano I cuya compilación del Digesto las novellae, las Institutas y el Codex fue la base fundamental para la conformación del Corpus Iuris Civilis durante el siglo VI d. C. Esta obra nos permite hoy en día dilucidar la evolución de las fuentes del Derecho a lo largo de su historia y además, constituye una fundamental fuente de estudios para entender cómo se estructuraba el Derecho romano.

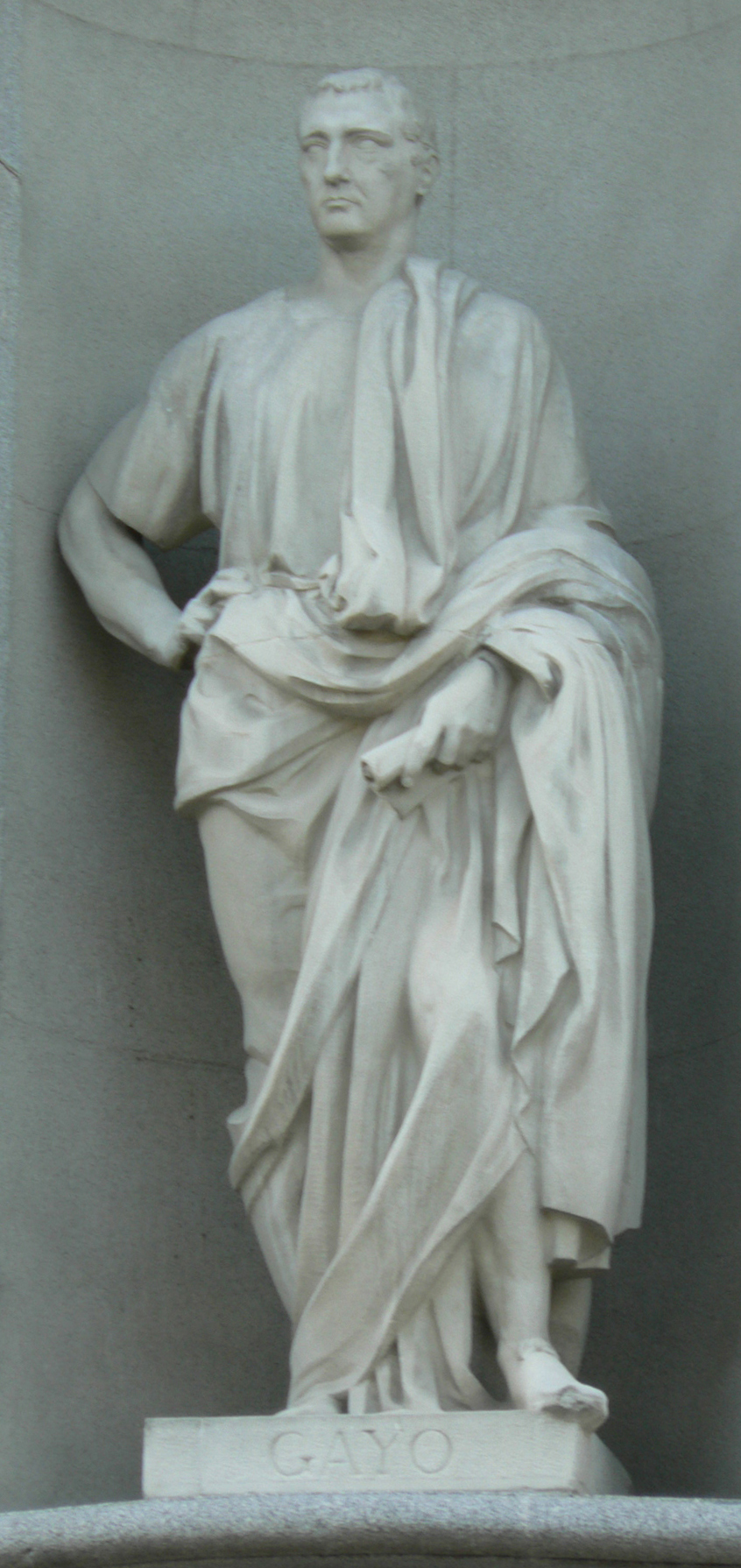
Gaius o Gayo, jurista romano

## Origen Histórico y Evolución de la Jurisprudencia Romana
Los desarrollos legales que abarcan más de mil años en la jurisprudencia, desde las XII Tablas (449 a. C.), hasta el Corpus Juris Civilis 529 d. C., siendo esta última ordenada por el emperador romano de Oriente Justiniano I. La importancia histórica de la ley romana se refleja en la continuación del uso de la terminología jurídica latina en los sistemas jurídicos influenciados por él.

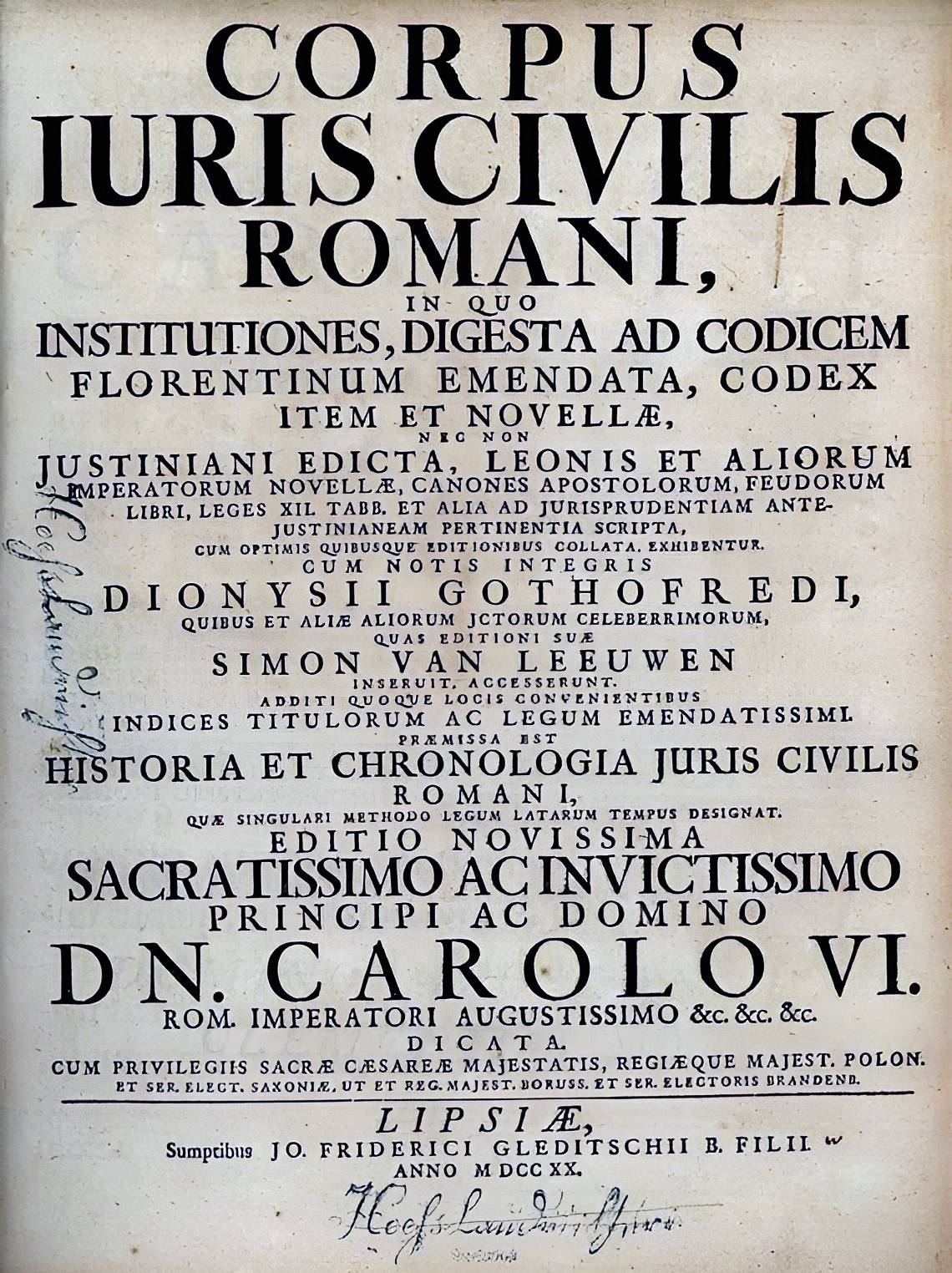
Corpus iuris civilis Romani. Gothofredus, 1583.

### Arcaico

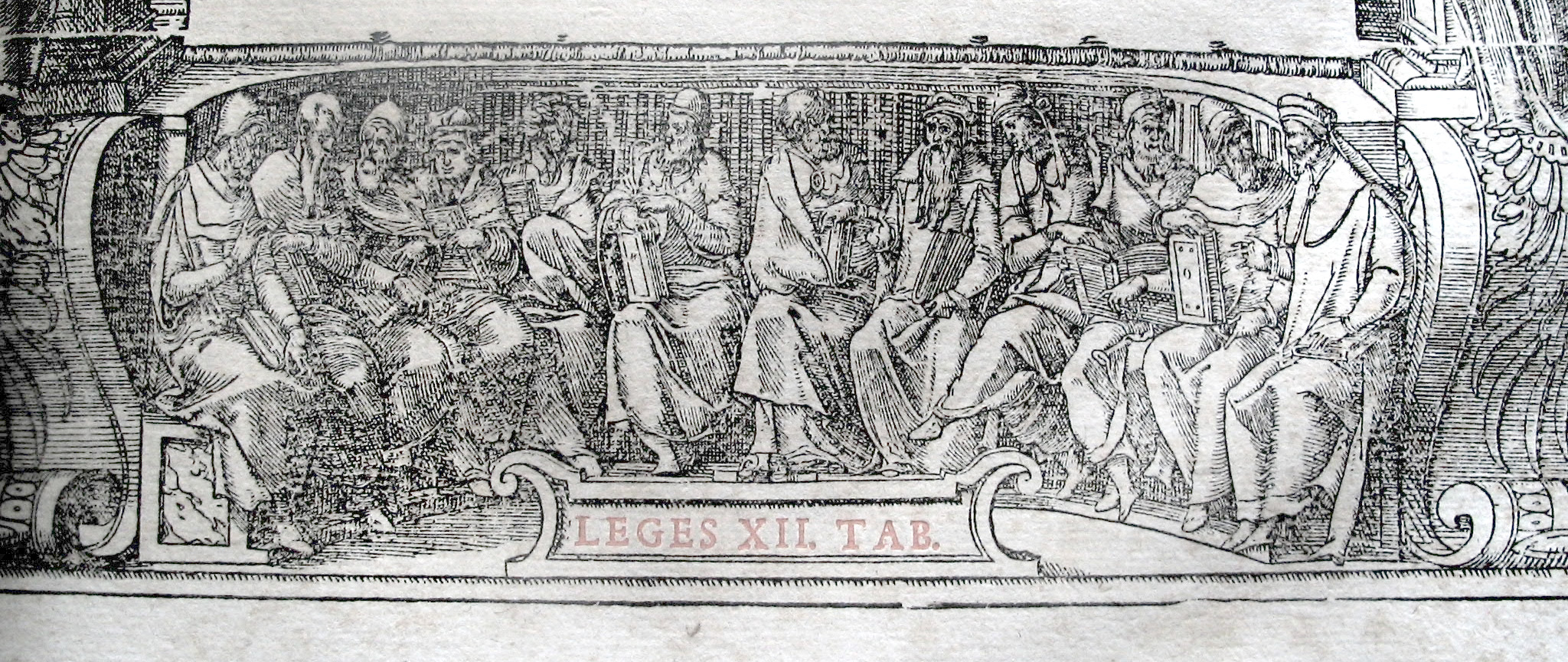
Alegoría de las XII tablas en un libro de derecho del

Desde el 753 a. C. al 450 a. C. Se extiende a lo largo de la Monarquía romana y principios de la República romana. Siendo entendido también como "Periodo Arcaico" es la primera etapa de la formación del Derecho Romano.
La norma se expresa en los primeros tiempos de esta época solo por vía de las antiguas costumbres, las de los antepasados, conocido como Mores maiorum que de por sí constituye un derecho no escrito. En este periodo el orden jurídico de las cívitas está en manos de los pontífices, el colegio sacerdotal exponente de la religión pagana romana. Ellos son los que deciden si los actos o conductas de ciudadanos de Roma (quirites), eran congruentes con las normas que conformaban la tradición jurídica y por la cual debían regirse los ciudadanos en sus relaciones recíprocas. Como consecuencia de ello surge el concepto del Ius, cuya fuente son los Mores interpretados y concretados por los pontífices. Cuando se refiere a las relaciones entre ciudadanos recibe el nombre de Ius civile. El primario concepto del derecho para los romanos puede traducirse de modo adjetival como "lo justo", y quienes califican si un acto es o no justo (Ius)son los pontífices. Cabe destacar que Quiritario es un término usado en el antiguo Derecho Romano, alusivo a los quirites, esto es, a los ciudadanos romanos. Ostentaban tal calidad todos aquellos individuos de la especie humana que reunían los requisitos consagrados en el Ius Civile. Los principales atributos que confería el Ius Civile a los ciudadanos romanos.fueron:Ius Connubii: derecho a contraer matrimonio civil o iustae nuptiae; Ius Sufragii: derecho al voto; Ius Commercii:  derecho a ejercer el comercio; Ius Honorum: derecho a desempeñar cargos públicos y altas dignidades del gobierno romano.
El primer texto legal es la Ley de las XII Tablas, que data de mediados del Siglo quinto antes de Cristo. Esta ley es la primera escritura de las costumbres que recogió de modo escueto el derecho vigente (Ius civile). No obstante, en el espíritu jurídico de los romanos nunca existió el apego a lo literal de la ley, que en esencia fue tomada en el devenir jurídico romano solo como base para elaborar por los jurisprudentes un derecho cada vez más científico y progresivo, que terminó por sobreponerse al mismo texto codificado. Roma no tendrá otro derecho codificado como la Ley de las XII Tablas hasta el ocaso de la evolución de su Derecho con la obra legislativa de Justiniano I en Siglo Siglo VI d. C. Roma asentó las bases preferentemente en la jurisprudencia más que en la legislación.

### Periodo Pre-Clásico
Desde 450 a. C. al 130 a. C. se extiende desde la creación del pretor urbano.
Este periodo se caracteriza por el paso de una economía agraria a una economía mercantil. La ley de las XII Tablas ya no representa esta realidad, por lo que deben tener nuevas leyes que los regulen, estas se crean a través de los magistrados quienes dictan normas jurídicas pero para ello se rodean de juristas "consilium". En este periodo se hace la distinción entre pretor urbano y pretor peregrino, cuya transición es conocida por cambiar el Ius Civile por Derecho de Gentes (Ius gentium) el cual tiene una visión universal del Derecho pues engloba tanto a peregrinos como a romanos.
La compilación legislativa se fue realizando de forma acumulativa a través de los Edictos del Pretor. A partir de la Ley de las XII Tablas, los Pretores asumieron la función jurisdiccional, y para poder tipificar nuevos casos emitían al inicio de su mandato un Edicto en el que indicaban que era punible, en el que asumían como propios los edictos de pretores anteriores, y corregían o abolían las disposiciones recibidas.
Al principio los pretores eran solo dos, uno el Prætor Vrbanus se dedicaba a juzgar los asuntos en los que participasen ciudadanos romanos, mientras que el otro, el Prætor Peregrinus, atendía los casos en los que exclusivamente intervinieran no ciudadanos. Los casos tratados eran bastante variados, pero la mayoría derivaban de asuntos comerciales. Así, las relaciones comerciales obligaron a la creación del precedente del llamado derecho contractual, un derecho ultro citroque obligatio (que obliga a ambas partes), a partir del cual nace el llamado Ius Gentium o Derecho de Gentes.
Durante este periodo se entiende la jurisprudencia como el "conjunto de criterios acerca de lo justo", proveniente de aquella persona que ha dedicado toda su vida al estudio del Derecho, alcanzando así un saber socialmente reconocido (jurisprudentes). Se entiende que la jurisprudencia debe estar siempre presente frente a otras fuentes, es decir, informando acerca de su contenido cuando la norma proviene de quien tiene poder (potestas) pero no auctoritas.
Cabe mencionar, además, que durante este periodo los jurisprudentes podían actuar de tres formas distintas:
- Agere: Cuando los jurisconsultos laicos indican cuáles son las acciones que pueden hacer valer ante el magistrado y cómo deben hacerlos(actuar).
- Cavere: Es la orientación que el jurisconsulto da a quienes quieren hacer un determinado negocio regulado por el Ius, cumpliendo los requisitos y solemnidades para así tener validez(prevenir).
- Respondere: Cuando se da respuesta o criterio de solución acerca del derecho que interesa saber a un particular y a los mismos magistrados y jueces expresando principios y reglas que conformen el Ius Civile(responder).

En el año 367 a. C. las Leges Liciniæ-Sextiæ culminaron el proceso de igualación entre patricios y plebeyos, permitiendo el acceso progresivo de estos últimos a las magistraturas y sacerdocios, aunque el primer Pontifex Maximus plebeyo tuvo que esperar más de un siglo.

### Periodo Clásico

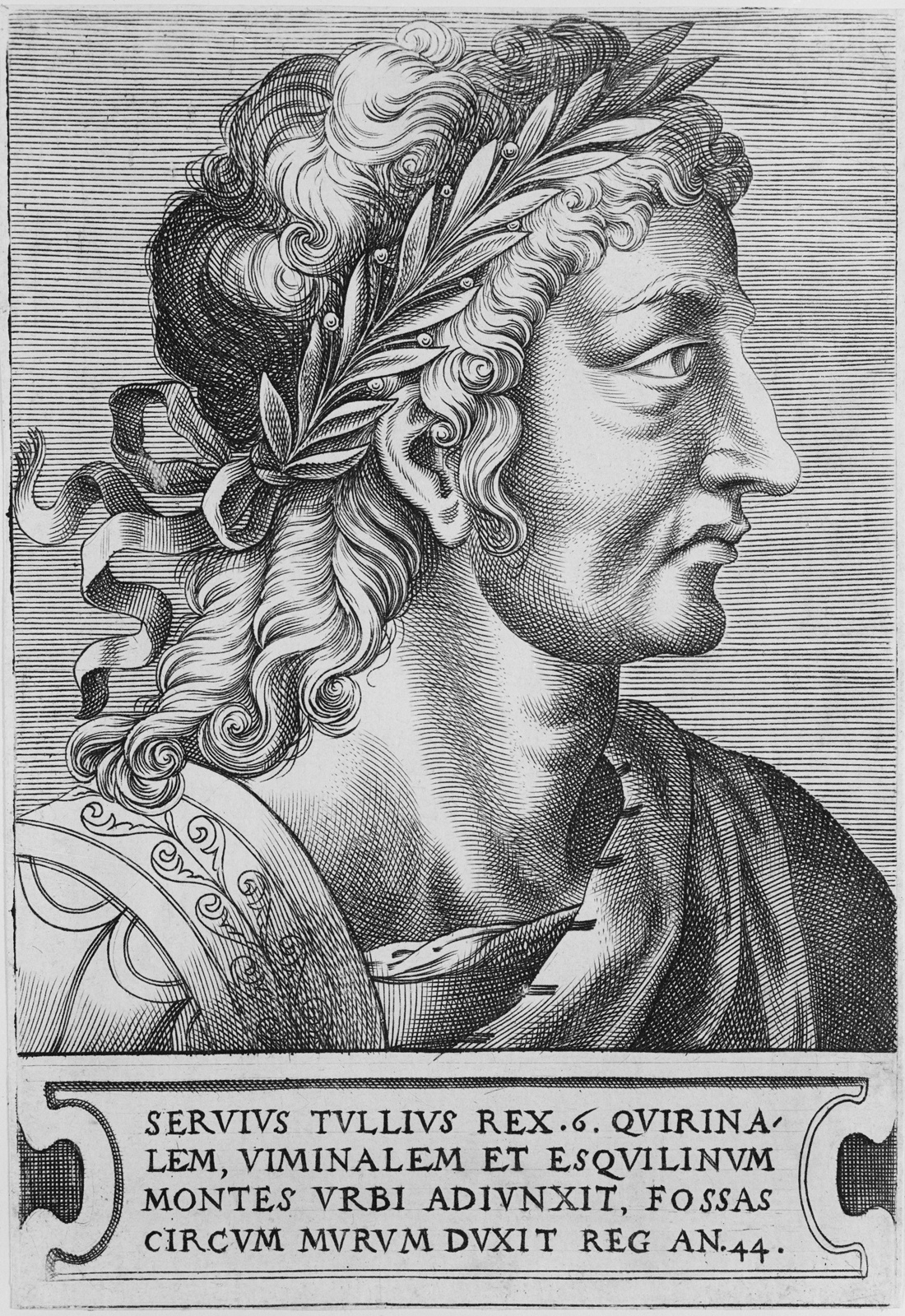
Servio Tulio (Frans Huys,)

Se extiende desde finales de la República hasta finales del Principado, del 130 a. C. al 230 d. C.
Durante esta época se desplaza desde lo formal hacia lo no formal, además, cabe destacar que durante este periodo los juristas no son abogados, sino, cultores de la ciencia jurídica aprendida por tradición, en una relación maestro-discípulo.
En el periodo que comprende al principado es el príncipe junto a los pretores quienes se rodean de un concilio conformado por jurisprudentes, dentro de estos los más destacados contaban con el privilegio de dar dictámenes con la autoridad del príncipe, lo cual se conoce como ius publice respondendi, es decir, expresar de cierto modo el derecho en nombre del príncipe. Con el paso del tiempo la cantidad de juristas que contaban con este privilegio fue en aumento, lo cual provocó que hubiesen opiniones o criterios discordantes entre ellos, lo que obligó a que bajo el gobierno de Adriano se dispusiera oficialmente que las respuestas de los jurisconsultos, siempre y cuando estas concordasen, tuviesen fuerza de ley y en caso contrario el fallo quedase a criterio del juez.
Se entiende como el derecho de juristas a las normas jurídicas creadas en función de la jurisprudencia, en su actividad de dar respuestas y a su producción literaria, junto con esto se entiende que quien tiene cultura de vida y tiene siempre puesta la mirada sobre lo que es bueno y justo es jurisprudente y posee además la ciencia del derecho (jurisprudencia).
Los juristas más destacados de este periodo son:
- Mucio Scévola: Fue uno de los primeros en ordenar el derecho en categorías, lo cual lo encontramos en su obra el ius civile, texto el cual se divide en 18 libros y es un manual clásico comentado hasta la mitad del Siglo II d. C.
- Servio Tulio:[16] Su influencia sobre los juristas posteriores fue significativa, nótese que él fue el primero en escribir un comentario al edicto del pretor, que aunque fue muy escueto vino a introducir el cultivo literario del derecho honorario.

El sistema legal romano fue complicándose cada vez más, ya que los Tribunos de la Plebe a través de los Comitia Tributa elaboraban Plebiscitos sobre los más variados asuntos, políticos, económicos, jurisdiccionales, mientras que el Senado, a través de las resoluciones llamadas Senatus Consultum creaba jurisprudencia.
Con el advenimiento del Imperio, los emperadores asumieron la función de los Tribunos de la Plebe con el ejercicio de la Tribunicia Potestas, lo que les permitió legislar a través de los Edictos y Constituciones imperiales. Por su parte, los gobernadores provinciales poseían poderes jurisdiccionales y podían emitir leyes propias para sus provincias, pero que podían ser recurridas por los provinciales ante el Senado y/o el Emperador.
El resultado de todo este conjunto de disposiciones fue un enorme y farragoso aparato de leyes de diferentes rangos, muchas veces contradictorias, lo que hizo necesaria la aparición de la figura de los jurisconsultos (o Juristas), que trataban de simplificar el conjunto legal y formar doctrina jurídica, que pudiera aplicarse también a los nuevos casos. Entre ellos destacan Ulpiano, Papiniano, Herenio Modestino, Gayo y Paulo.

### Periodo Post-Clásico (Dominado)
Desde el 230 d. C. al 527 d. C. A mediados del siglo tercero, las condiciones para el florecimiento de una cultura jurídica refinado se habían vuelto menos favorable. La situación política y económica general se deterioró como los emperadores asumieron el control más directo de todos los aspectos de la vida política. El sistema político del principado, que había conservado algunas características de la constitución republicana, comenzó a transformarse en una monarquía absoluta. Finalmente, la jurisprudencia como fuente del Derecho se ve enormemente afectada por la acción de los príncipes.
Además de los edictos, el príncipe dicta otras formas de normas, genéricamente reconocidas todas con el nombre de Constitutio principis que son:
- Los edictos: normas generales que acentuarán su presencia como "leges" generales en la medida que se consolida el Imperio absoluto.
- Los rescriptos: respuestas a consultas sobre cuestiones de Derecho expedidas por el emperador.
- Los decretos: son verdaderas sentencias o resoluciones dictadas por el príncipe en causas o juicios conocidos en primera instancia o en segunda (apelación).
- Los mandatos: constituyen instrucciones dirigidas a los funcionarios provinciales, particularmente a los gobernadores, para su mejor administración.

La existencia de una ciencia jurídica y de juristas que consideran la ley como una ciencia, no como un instrumento para alcanzar los objetivos políticos fijados por el monarca absoluto, no encajan bien en el nuevo orden de cosas. La producción literaria terminó. Pocos juristas después de mediados del siglo tercero se conocen por su nombre. Mientras que la ciencia jurídica y la educación jurídica persistieron hasta cierto punto, en la parte oriental del Imperio, la mayoría de las sutilezas en el derecho clásico llegó a ser ignorado y finalmente olvidado en el oeste, siendo la  Ley clásica fue sustituida por la llamada ley vulgar.
Durante este periodo la jurisprudencia vale como derecho en la medida que la lege imperial se lo admite, es por esto mismo que no se admite costumbre conta legem, sin embargo, de igual modo se desarrolla el Consuetudo el cual es un derecho no escrito la cual busca remediar las imperfecciones del órgano imperial.

#### Derecho justinianeo

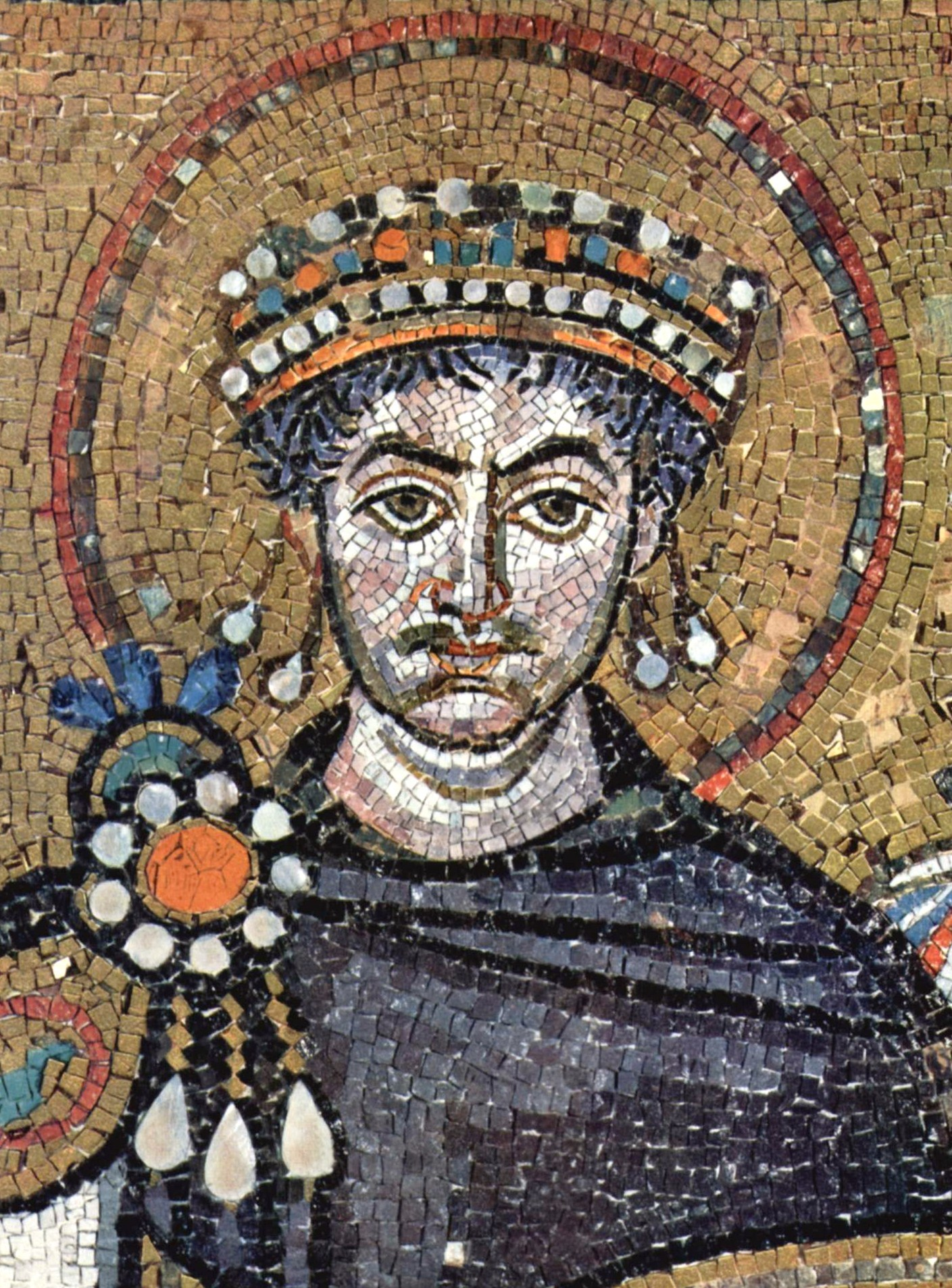
Justiniano I.

Desde 527 a 565 se extiende en el Imperio de Oriente coincidiendo con el gobierno del Emperador Justiniano I.
Importante trabajo recopilatorio realizado por Justiniano I con repercusión hasta la fecha de hoy.
Después de la disolución del Imperio Romano de Occidente, el Código de Justiniano se mantuvo en vigor en el imperio de Oriente, conocido en la era moderna como el Imperio bizantino (331-1453). El total de la legislatura de Justiniano I se conoce hoy como el Corpus iuris civilis. Consiste en el Digesto o Pandectae, las Institutas y la Novellae.

## Influencia e importancia
El Derecho romano se considera un excelente medio de educación jurídica. Los grandes jurisconsultos romanos, principalmente de la época clásica (entre el 130 a. C. y el 230 d. C.) brillaron por su capacidad creadora de nuevas instituciones, con su plasmado pragmático sobre el edicto pretorio, buscando siempre la consecución del ideal de justicia procedente de la filosofía griega del suum cuique tribuere (dar a cada uno lo suyo). Leibniz los comparaba con los matemáticos que aplicaban sus principios como fórmulas algebraicas. Asimismo, el Derecho romano es indispensable para comprender la historia y literatura romanas, ya que los ciudadanos romanos estaban iniciados para la práctica del Derecho y tenían una inclinación natural hacia su estudio.
El Derecho romano es la base e inspiración del derecho civil y comercial en muchos países:
La Common law estaba originalmente basada en el Derecho romano, antes de convertirse en una tradición en sí misma en Inglaterra, de donde se expandió hacia el Reino Unido (con excepción de Escocia), los Estados Unidos y gran parte de las antiguas colonias británicas.
En contraste, los llamados sistemas de derecho continental se encuentran basados más directamente en el Derecho romano; el sistema legal de la mayoría de los países en la Europa continental y Sudamérica caen en esta categoría, a menudo a través del Código Napoleónico. Estos son generalmente llamados sistemas latinos.
El Derecho privado de nuestro tiempo tiene su antecedente remoto en este derecho, donde se originaron casi todas las instituciones existentes en la actualidad. En Occidente, la estructura del derecho civil todavía responde a directivas y criterios del Derecho romano, con mayor intensidad en los relacionados con la regulación de los derechos patrimoniales, en especial las obligaciones.
No sucede lo mismo con el derecho de familia, donde la influencia romana es mucho menor, siendo reemplazada por algunas valoraciones indicadas por la Iglesia católica. También posee poca influencia en las ramas del derecho privado como el derecho comercial, y prácticamente no influye en el derecho penal ni en las demás ramas del derecho público

### Recepción del Derecho romano en Europa

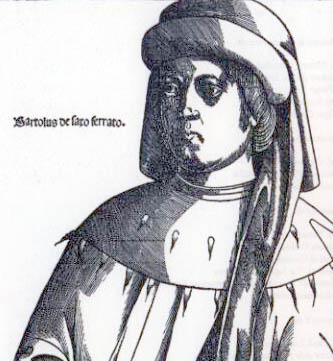
Bartolo de Sassoferrato.

El Derecho romano se difundió a consecuencia de la enseñanza universitaria que comenzó en Bolonia en el siglo XII, y más concretamente gracias a la labor desempeñada por el gramático y jurista Irnerio, cuyo método consistente en hacer breves aclaraciones textuales o glosas y distinciones terminológicas, fue con posterioridad desarrollado de modo progresivo por los denominados Glosadores, entre los que destacan Azón (profesor en Bolonia entre 1190 y 1229) y Acursio (compilador de las glosas de los predecesores en una Glossa ordinaria). Sin embargo, no fue hasta la aparición de Bartolo de Sassoferrato (discípulo de Cino da Pistoia y considerado por muchos romanistas como uno de los más influyentes juristas de todos los tiempos) en el siglo XIV, cuando el Derecho romano alcanzó un gran prestigio. Bártolo, que a pesar de su corta vida dejó una amplia obra basada en comentarios, tratados monográficos y dictámenes, fue el mayor artífice e impulsor del Derecho romano Común, que junto con el Derecho Canónico originó el utrumque ius, que representa el fundamento de la cultura jurídica europea.
A partir del siglo XIV, Inglaterra presentó una tradición jurídica característica, diferente a la de la romanística en Europa, aunque se asemejaba en mayor medida al modo operativo de los juristas romanos y al desinterés por las pruebas judiciales. La recepción europea del Derecho Común revistió cierta importancia, aunque fue algo tardía, en Alemania, donde fue objeto de una elaboración científica que recibe el nombre de Derecho de Pandectas.
El Renacimiento trajo consigo la desacreditación del método empleado por Bartolo, consistente en el aprovechamiento de los textos del Corpus Iuris como argumentos de autoridad. Pero frente a esta concepción metodológica (el denominado mos Italicus), se contrapuso una nueva de tintes eruditos, que trataba de usar los textos del Corpus Iuris como fuentes de conocimiento para la reconstrucción de la historia jurídica romana, dentro del marco de otras fuentes, como pueden ser las literarias o las arqueológicas (mos Gallicus).
El primer intento de sistematizar totalmente el derecho se debe al emperador oriental Teodosio II, sucesor de Arcadio. Bajo su patrocinio, se elaboró el Codex Theodosianus, que a su vez sirvió como base para la creación de derecho en los nuevos reinos germánicos que sucedieron al Imperio romano en occidente. Este código fue reconocido como fuente de derecho por el emperador Honorio, tío de Teodosio II. El Breviarum Alarici o Lex Romana Visigothorum, elaborada por el rey visigodo Alarico II, es un heredero directo del Codex Theodosianus.
Sin embargo, el número de disposiciones legales y de casos no contemplados por el Codex Theodosianus era elevado, por lo que el emperador Justiniano patrocinó la recopilación de todas las disposiciones en el Corpus Iuris Civilis, que consta de las Institutiones o principios generales de derecho, del Digesto o colección de opiniones jurídicas de jurisconsultos heredadas del pasado para la consulta de jueces y magistrados en la resolución de casos, del Codex Iustinianus o recopilación de leyes en vigor desde tiempos Republicanos hasta la redacción del Corpus legal de Justiniano, y las Novellæ, ya en griego, que recogen las leyes emitidas en Bizancio a partir de Justiniano.
El monarca visigodo Recesvinto impulsó una nueva compilación que sustituyese al Breviario de Alarico, dando lugar al Liber Iudiciorum que en los siguientes reinados fue recibiendo añadidos. Esta compilación fue recuperada a partir del siglo IX por el Reino de León y se convirtió en la base del derecho hispánico hasta la creación de las Siete Partidas de Alfonso X El Sabio.

## Derecho romano en la actualidad
Hoy en día, el derecho romano ya no se aplica en la práctica jurídica, a pesar de que los sistemas jurídicos de algunos estados como Sudáfrica y San Marino aún se basan en el antiguo Ius Commune. Sin embargo, aun cuando la práctica jurídica se basa en un código, muchas normas derivadas del derecho romano se aplican: No hay código completamente rompió con la tradición romana. Por el contrario, las disposiciones del derecho romano se instalaría en un sistema más coherente y se expresan en la lengua nacional. Por esta razón, el conocimiento del derecho romano es indispensable para entender los sistemas jurídicos actuales. Por lo tanto, el derecho romano sigue siendo un tema obligatorio para los estudiantes de derecho en las jurisdicciones de derecho civil, con el fin de saber primero el origen de los diversos códigos civiles internacionales y de dar explicación a los diversos procesos o normas que nos rigen en la actualidad.
Como pasos hacia una unificación del derecho privado en los Estados miembros de la Unión Europea se están tomando, el viejo Ius Commune, que fue la base común de la práctica jurídica en todas partes, pero permitió a muchas variantes locales, es visto por muchos como un modelo.